# ISO 3166-2:ZA

ISO 3166-2: ZA-Codes für die südafrikanischen Provinzen

Die Liste der ISO-3166-2-Codes für  Südafrika enthält die Codes für die neun Provinzen.

Die Codes bestehen aus zwei Teilen, die durch einen Bindestrich voneinander getrennt sind. Der erste Teil gibt den Landescode gemäß ISO 3166-1 (für  Südafrika ZA), der zweite den Code für die Provinz wieder.
Die aktuellen Codes stehen auf der Seite der ISO unter #iso:code:3166:ZA zur Verfügung.

| Provinz                 | Code   |
| ----------------------- | ------ |
| Freistaat (Free State)  | ZA-FS  |
| Gauteng                 | ZA-GP  |
| Ostkap (Eastern Cape)   | ZA-EC  |
| KwaZulu-Natal           | ZA-KZN |
| Limpopo                 | ZA-LP  |
| Mpumalanga              | ZA-MP  |
| Nordkap (Northern Cape) | ZA-NC  |
| Nordwest (North-West)   | ZA-NW  |
| Westkap (Western Cape)  | ZA-WC  |